# الانتخابات الرئاسية الفلبينية 2022
أُجريت الانتخابات الرئاسية الفلبينية 2022 يوم الاثنين 9 مايو 2022، كجُزء من الانتخابات العامة. هذه الدورة من الانتخابات الرئاسية هي الدورة رقم 17 في تاريخ الفلبين.
لا يُمكن للرئيس الحالي رودريغو دوتيرتي الترشح مُجددا لمنصب الرئيس في هذه الانتخابات، وذلك طبقا لدستور سنة 1987. في حين أعلن المُلاكم السابق ماني باكياو ترشحه لخوض هذه الانتخابات.